# Miskolczy Hugó
vitéz Miskolczy Hugó (Feketegyörös, Bihar vármegye, 1886. december 19. – Budapest, 1944. augusztus 5.) magyar főszolgabíró, országgyűlési képviselő.

## Élete
A Bihar vármegyei Feketegyörösön született 1886-ban, Miskolczy Hugó és Balásházy Emma gyermekeként, vallása református. Családi hagyomány szerint felmenői abból az ősi magyar nemzetségből eredeztették magukat, amely Miskolc városát is alapította. Egyik anyai dédapja, Balásházy János az első magyar közgazdászok egyike volt, és a Magyar Tudományos Akadémia egyik alapítójának is szokták tekinteni.
Közép- és felsőfokú tanulmányait Nagyváradon, Budapesten és Kolozsvárott végezte, majd vármegyei szolgálatba lépett. Az első világháború kitörését követő mozgósítás hatására harctéri szolgálatra jelentkezett és a fivérével közös századba osztották be; a szerb hadszíntéren azonban, egy cseh ezred árulása folytán Belgrád közelében szerb hadifogságba esett (fivére ugyanott súlyos sebesülést szenvedett). Egy évi fogság után – az albán havasokon keresztül – Olaszországba vitték, s végül onnan került haza két év után, mint csererokkant. A háború végét követően a kormányzó, a harctereken szerzett érdemeiért mint tartalékos főhadnagyot avatta vitézzé. 1921. január 19-én Budapesten feleségül vette Máté Piroska Annát.
A háborút követően elsősorban a csonka Bihar vármegye közéletében vállalt szerepet: 1922-ben a korábbi székelyhídi járás anyaországi határokon belül maradt területén (a mai Létavértes térségében) választották főszolgabíróvá és e poszton működött egészen 1935 tavaszáig. Az 1935. évi általános választásokon országgyűlési képviselőnek is megválasztották a Nemzeti Egység Pártja jelöltjeként, a nagylétai választókerületben, 1939-ben pedig megerősítette mandátumát ugyanott, az időközben kissé átalakult és névváltoztatáson átesett párt, a Magyar Élet Pártja programjával – utóbbi alkalommal több mint háromezer szavazatnyi különbséggel legyőzve a kisgazdapárti ellenjelöltet. Az 1935–1939-es ciklusban a képviselőház egyik jegyzője volt.

## Magánélete
Egy évvel idősebb testvére volt Miskolczy István, aki maga is politikai pályára lépett: 1935-ben a derecskei, 1939-ben pedig a biharnagybajomi választókerületben szerzett országgyűlési mandátumot.